# Конде, Эстебан
Эстеба́н Не́стор Ко́нде Кинта́на (исп. Esteban Néstor Conde Quintana; 4 марта 1983, Монтевидео) — уругвайский футболист, вратарь; тренер. Выступал за национальную сборную Уругвая.

## Биография
Эстебан Конде — воспитанник столичного «Рентистаса», в основном составе которого дебютировал в 2003 году. Спустя два года вратарь пошёл на «повышение» в «Данубио», и в первом же сезоне 2005/06 помог «дунайцам» выиграть чемпионат страны. Эстебан провёл в «Данубио» пять сезонов, и стал известен не только благодаря игре в воротах, но и исполнением пенальти. Таким образом за «Данубио» Конде забил шесть мячей в чемпионатах Уругвая. В том числе в его активе есть гол в ворота «Пеньяроля».
В начале 2010 года Конде перешёл в «Универсидад де Чили». Уругвайца планировалось использовать в качестве дублёра Мигеля Пинто, но из-за травмы последнего Конде стал первым номером вплоть до чемпионата мира. Во второй половине года Конде также довольно часто появлялся в воротах «синих», в том числе в розыгрыше Южноамериканского кубка. В 2011 году клуб приобрёл Джонни Эрреру, сразу же ставшего основным вратарём «У де Ч» и любимцем болельщиков. Конде за весь год сыграл только в двух матчах Клаусуры (выигранной «Универсидадом») и в одной игре Кубка Чили, а также постоянно был резервным вратарём в розыгрыше Южноамериканского кубка, который впервые в истории выиграл как «Универсидад де Чили», так и чилийская команда вообще.
В августе 2012 года Конде перешёл на правах аренды в аргентинскую «Атлетико Рафаэлу», которая выступала в Примере. До конца года он так и не сыграл ни в одном матче, а до конца сезона сыграл только два матча. Однако аргентинцы выкупили контракт игрока, и уже в сезоне 2013/14 Конде был безоговорочно главным вратарём команды. Он не потерял своего статуса и в чемпионате 2014 года, и в 2015 году. Успешные выступления привлекли внимание одного из самых титулованных клубов Уругвая, «Насьоналя», чьим болельщиком Конде является с детства. И уже в августе 2015 года Эстебан вернулся на родину, подписав контракт с «трёхцветными». С «Насьоналем» в 2016 году Конде выиграл чемпионат Уругвая.
В марте 2017 года главный тренер сборной Уругвая Оскар Табарес вызвал Конде на отборочные игры к чемпионату мира 2018. Его дебют за национальную команду состоялся в товарищеском матче против сборной Северной Ирландии. Конде провёл весь матч, а Уругвай уступил со счётом 1:3.

## Достижения
- Чемпион Уругвая (2): 2006/07, 2016
- Победитель Турнира Интермедиа (1): 2017
- Чемпион Чили (3): Апертура 2011 (не играл), Клаусура 2011, Апертура 2012 (не играл)
- Обладатель Южноамериканского кубка (1): 2011 (не играл)